# Benchmark
Ein/eine Benchmark (von englisch benchmark oder bench mark) ist ein Vergleichsmaßstab. Benchmarking (sinngemäß „Maßstäbe vergleichen“) bezeichnet die vergleichende Analyse von Ergebnissen oder Prozessen mit einem festgelegten Bezugswert oder Bezugsprozess.

## Etymologie

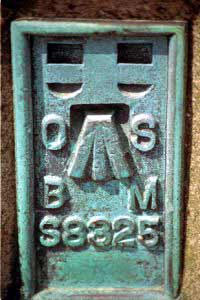
Benchmark an einem trigonometrischen Punkt in Nord-Wales

Das englische Wort benchmark ist eine Zusammensetzung aus den beiden Wörtern bench („Sitzbank“, „Werkbank“) und mark („Zeichen“). Ursprünglich bezeichnet bench-mark die Markierung eines  trigonometrischen Punktes oder ein Nivellierzeichen im Vermessungswesen. Noch heute sind im größten Teil des Vereinigten Königreichs trigonometrische Punkte mit einem Messingschild mit den Buchstaben OSBM (Ordnance Survey Bench Mark, in etwa: „Markierung der Amtlichen Landesvermessung“) versehen.

## Anwendungen
Benchmarking wird in vielen verschiedenen Gebieten – unternehmensintern oder unternehmensübergreifend – mit unterschiedlichen Methoden und Zielen angewendet:

Benchmarking-Projekt-Ablauf

- Benchmarking in der Betriebswirtschaft ist ein systematischer und kontinuierlicher Prozess des Vergleichens von Produkten, Dienstleistungen und Prozessen.
- Benchmarking in der Finanzwirtschaft ist nach überwiegender Anwendung des Begriffs die vergleichende Bewertung des Anlageerfolgs (oft verwechselt mit „Zielsetzung“). Als Vergleichsmaßstab dient häufig ein marktrelevanter Index (beispielsweise ein Aktienindex).
- Krankenhaus Benchmarking vergleicht Leistungsspektren, Kosten, Alleinstellungsmerkmale im Bereich des Krankenhauswesens in Deutschland.
- IT-Benchmarking fällt auch in die Kategorie des Prozessvergleichs. Es misst und vergleicht wirtschaftliche (nicht technische) Aspekte einer IT-Infrastruktur.
- Computer-Benchmarks dagegen dienen dem Vergleich der Rechenleistung oder andere Leistungswerte wie die Datenrate von Rechnern oder Hardware-Komponenten. Meist werden speziell für diesen Zweck geschriebene Programme eingesetzt.
- Prozessbenchmarking vergleicht Prozesse miteinander, analysiert diese und optimiert sie anschließend.
- Produktbenchmarking vergleicht Produkte und deren Attribute wie Funktion, Kosten, Alleinstellungsmerkmale miteinander.
- Benchmarking Design vergleicht Produkte und deren Attribute wie Funktion, Kosten, Alleinstellungsmerkmale miteinander.[3]
- Technologie-Benchmarking vergleicht Technologien bzw. Prozesse untereinander, beispielsweise in der Fertigung, um kostengünstigste oder stabilste Prozesse zu identifizieren.

## Benchmarking nach Ralf Thomas Kreutzer
Es geht beim Benchmarking darum, eigene Leistungslücken durch den Vergleich mit einem Best-in-Class-Unternehmen oder -Beispiel, das durch gute Leistungen als Vorbild dienen kann, zu identifizieren. Der Vergleich kann dabei einmalig oder langfristig erfolgen. Somit ist das Ziel, durch am Markt bewährte Konzepte und Methoden das eigene Optimierungspotenzial zu ermitteln, Anregungen für das eigene Handeln zu erlangen und auf deren Grundlage eine Lösungsstrategie zu erarbeiten. Für die Durchführung des Benchmarkings kann das Stufenkonzept nach Ralf Thomas Kreutzer eingesetzt werden. Dieses unterteilt sich in fünf Stufen, die genau definierte Variablen erhalten.
- In der ersten Stufe wird der Benchmark, also die Dienstleistungen, Produkte oder Prozesse definiert und die Schlüsselkomponenten des Analyseobjektes festgelegt. Durch diesen ersten Schritt lässt sich schnell erkennen, dass es sich nicht um einen Vergleich der Betriebe, sondern um einen Vergleich von bestimmten Leistungselementen handelt.

- In der zweiten Stufe wird der relevante Wettbewerbsbereich definiert. Zusätzlich wird festgelegt, welcher interne Unternehmensbereich oder welches externe Unternehmen dabei den Untersuchungsgegenstand bilden soll. Dabei empfiehlt es sich häufig, sich in einer anderen Branche oder einem anderen Land umzusehen. Zuletzt wird das Benchmark im eigenen Unternehmen definiert, welches zum Vergleich herangezogen werden soll.

- Die dritte Stufe dient dazu, Informationen zu beschaffen. Dabei soll eine bestmögliche Transparenz über den Benchmark und die dahinterstehenden Konzepte und/oder Produkte ermittelt werden. Alle relevanten Erfolgsfaktoren sind hier zu erfassen.

- In der vierten Stufe werden die Leistungsunterschiede der Unternehmen identifiziert. Zum einen werden Leistungslücken des eigenen Unternehmens erkannt, die zeigen, dass die eigenen Konzepte denen der Benchmarks unterlegen sind. Zum anderen können auch Überleistungen festgestellt werden, die dazu führen, dass bestimmte Unternehmensleistungen keinen Nutzen hervorbringen. Es geht insgesamt beim Benchmarking um die Informationsgewinnung bezüglich erfolgreicher Prozesse oder Dienstleistungs- und Produktgestaltung anderer Unternehmen.

- Die fünfte Stufe dient dazu, in einer Gegenüberstellung des Best-Practice-Ansatzes und der eigenen Konzepte herauszuarbeiten, welche Bereiche optimiert werden können. Zudem werden Maßnahmen definiert, die auf eine positive Umsetzung abzielen. Das Ziel ist es somit, einen Veränderungsprozess im Unternehmen anzuregen.[5]

## Ziel des Benchmarking
Da die Benchmarks von anderen Unternehmen bereits erfolgreich eingesetzt werden, kann durch das Benchmarking eine hohe Glaubwürdigkeit für die Definition neuer Standards erzielt werden.

## Benchmarking-Software
Das „Benchmarking“ – also das Durchführen von Vergleichen sowie Analysieren und Verwerten der Ergebnisse – ist eine kennzahlengetriebene Aufgabe und kann als solche auch wissenschaftlich betrachtet werden.
Die drei Qualitätskriterien an gute Kennzahlen als Vergleichsmaßstab sind: Objektivität, Validität, Reliabilität. Für diese Qualitätskriterien von Kennzahlen hat vor allem die Psychologie in den letzten Jahren entscheidende Beiträge geleistet, die auch in der Betriebswirtschaftslehre Beachtung finden.
Wissenschaftlich werden im Wesentlichen drei Ansätze zum Benchmarking unterschieden, woraus sich wesentliche Kriterien auch für einen Softwareeinsatz ableiten lassen:
- Partielle Benchmarkingmethoden; hier werden Kennzahlen und/oder Leistungsindikatoren nebeneinander gesetzt und verglichen. Wirkungszusammenhänge werden hier noch nicht beachtet. In der Praxis herrschen immer noch solche trivialen Benchmarking-Ansätze vor. Der Softwareeinsatz beschränkt sich meist auf ein einfaches Reporting, für das es inzwischen zahlreiche Softwarelösungen sowohl als Offline- als auch IP-basierte Onlinelösungen gibt.

- multidimensionale Benchmarkingmethoden; hier sind vor allem die parametrischen und nichtparametrischen Frontier- und Durchschnittsansätze zu nennen. Mit diesen Ansätzen wird eine Wirkungsanalytik angestrebt. Interessant und zukunftsfähig erscheint vor allem die Data-Envelopment-Analysis (DEA), für die auch spezielle Software existiert. Selbst für den professionellen Anwender bietet Excel, insbesondere wenn die VBA-Programmierbarkeit genutzt wird, völlig ausreichende Möglichkeiten, selbst komplexeste Benchmarking Analytik durchzuführen. Über recht einfach zu programmierende ETL-Prozesse lassen sich die meisten vorhandenen ERP-Systeme entsprechend ergänzen.

- Data-Mining; ein recht junger Wissenschaftszweig ist die Anwendung des Data-Mining zum Benchmarking. Hier geht es zum einen darum, aussagekräftige Kennzahlen zu generieren, wobei vor allem das externe Benchmarking und die Beschaffung von Kennzahlen von außerhalb des eigenen Unternehmens enorme Bereicherungen erfährt. Zum anderen bietet das Data-Mining auch hervorragende Möglichkeiten, aus den oft reichen Datenschätzen in den Unternehmen neue Erkenntnisse für das Management, insbesondere die Prozessoptimierung, zu schöpfen. Data-Mining wird bislang kaum von gängigen ERP-Systemen abgedeckt. Hierfür kommt in der Regel spezielle Software zum Einsatz.